# Oscarsgalan 1996
Oscarsgalan 1996 var den 68:e upplagan av Academy Awards som belönade insatser inom film från 1995 och sändes från Dorothy Chandler Pavilion i Los Angeles den 25 mars 1996. Årets värd var skådespelaren Whoopi Goldberg för andra gången. Senast hon ledde galan var 1994.

## Vinnare och nominerade
Vinnarna listas i fetstil.
| Bästa film | Bästa regi |
| --- | --- |

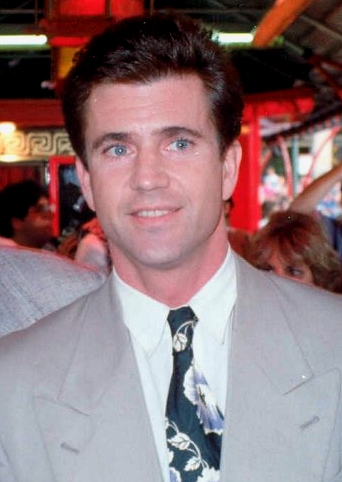
Mel Gibson
Bästa film och Bästa regi

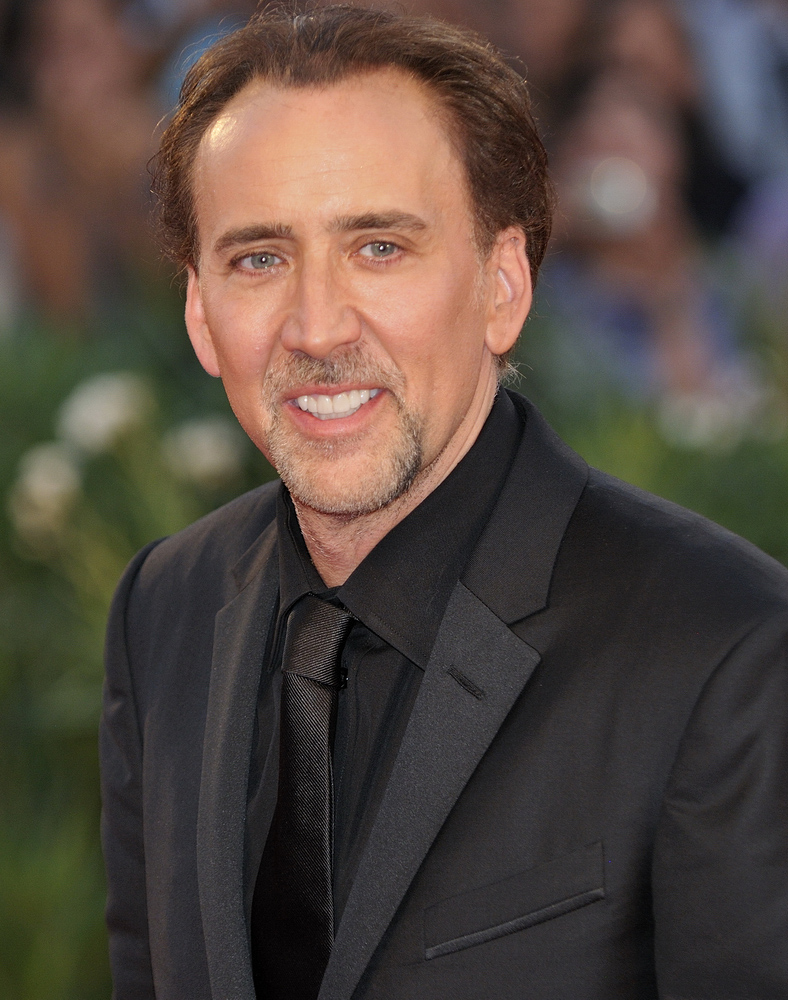
Nicolas Cage
Bästa manliga huvudroll

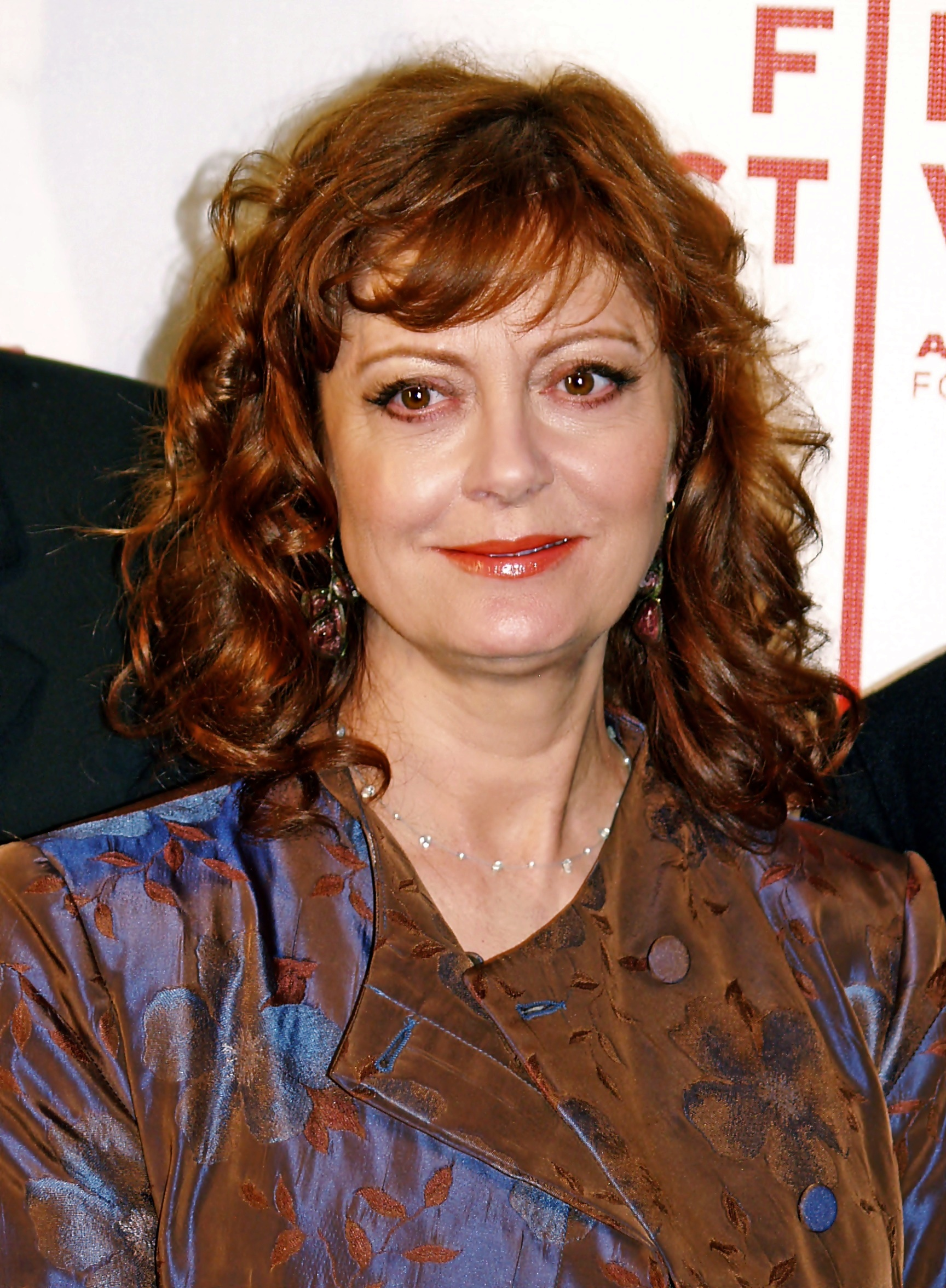
Susan Sarandon
Bästa kvinnliga huvudroll

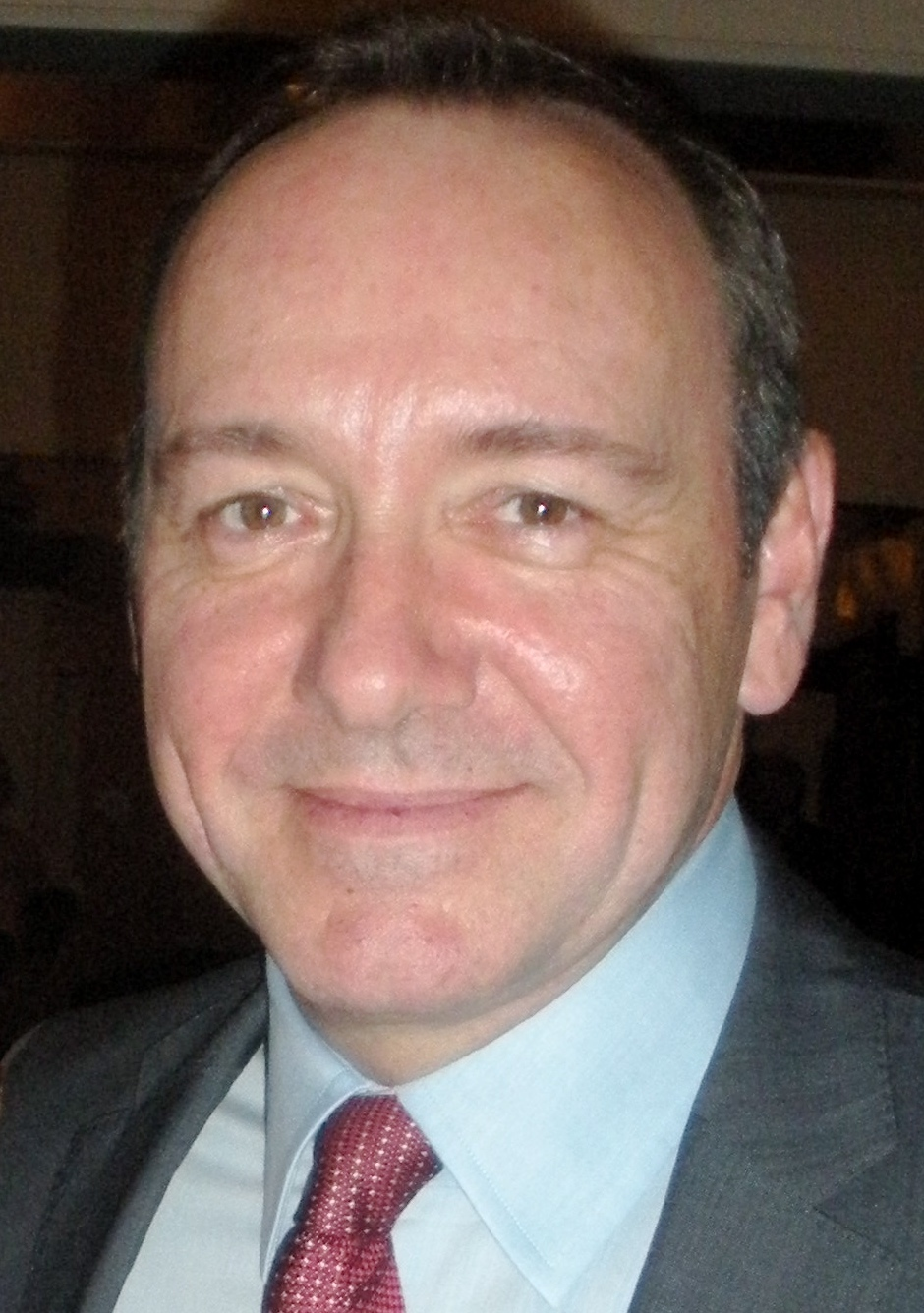
Kevin Spacey
Bästa manliga biroll

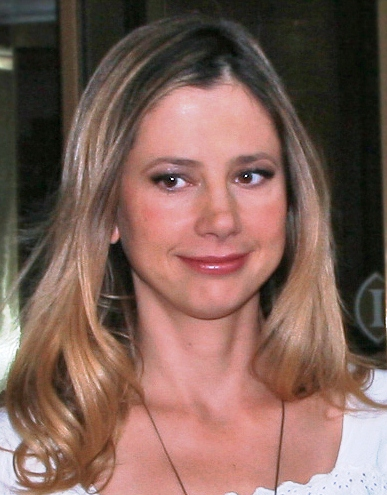
Mira Sorvino
Bästa kvinnliga biroll

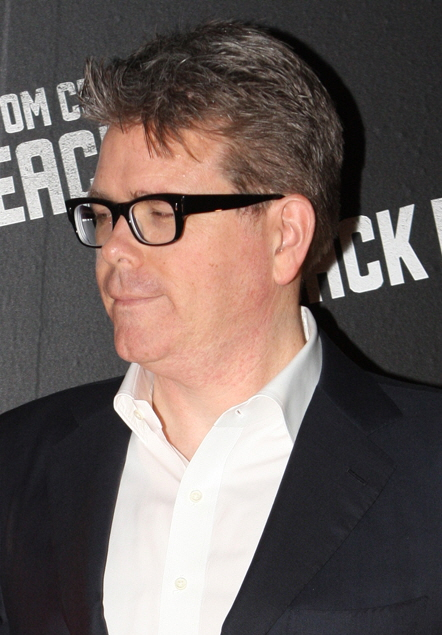
Christopher McQuarrie
Bästa originalmanus

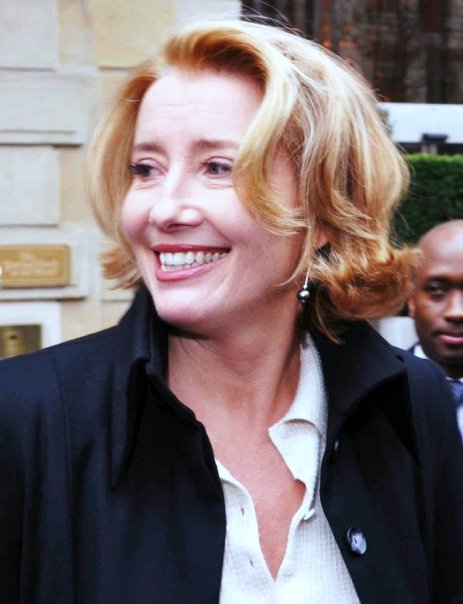
Emma Thompson
Bästa manus efter förlaga

| - Braveheart – Mel Gibson, Alan Ladd Jr. och Bruce Davey - Apollo 13 – Brian Grazer - Babe – den modiga lilla grisen – George Miller, Doug Mitchell och Bill Miller - Il postino - postiljonen – Gaetano Daniele, Mario Cecchi Gori och Vittorio Cecchi Gori - Förnuft och känsla – Lindsay Doran | - Mel Gibson – Braveheart - Chris Noonan – Babe – den modiga lilla grisen - Tim Robbins – Dead Man Walking - Mike Figgis – Farväl Las Vegas - Michael Radford – Il postino - postiljonen |
| Bästa manliga huvudroll | Bästa kvinnliga huvudroll |
| - Nicolas Cage – Farväl Las Vegas - Richard Dreyfuss – Mr. Holland's Opus - Anthony Hopkins – Nixon - Sean Penn – Dead Man Walking - Massimo Troisi (postum) – Il postino - postiljonen | - Susan Sarandon – Dead Man Walking - Elisabeth Shue – Farväl Las Vegas - Sharon Stone – Casino - Meryl Streep – Broarna i Madison County - Emma Thompson – Förnuft och känsla |
| Bästa manliga biroll | Bästa kvinnliga biroll |
| - Kevin Spacey – De misstänkta - James Cromwell – Babe – den modiga lilla grisen - Ed Harris – Apollo 13 - Brad Pitt – De 12 apornas armé - Tim Roth – Rob Roy | - Mira Sorvino – På tal om Afrodite - Joan Allen – Nixon - Kathleen Quinlan – Apollo 13 - Mare Winningham – Georgia - Kate Winslet – Förnuft och känsla |
| Bästa originalmanus | Bästa manus efter förlaga |
| - De misstänkta – Christopher McQuarrie - Braveheart – Randall Wallace - På tal om Afrodite – Woody Allen - Nixon – Stephen J. Rivele, Christopher Wilkinson och Oliver Stone - Toy Story – Joss Whedon, Andrew Stanton, Joel Cohen, Alec Sokolow, John Lasseter, Pete Docter och Joe Ranft       | - Förnuft och känsla – Emma Thompson - Apollo 13 – William Broyles Jr. och Al Reinert - Babe – den modiga lilla grisen – George Miller, Chris Noonan - Farväl Las Vegas – Mike Figgis - Il postino - postiljonen – Anna Pavignano, Michael Radford, Furio Scarpelli, Giacomo Scarpelli och Massimo Troisi (postum) |
| Bästa icke-engelskspråkiga film | Bästa sång |
| - Antonias värld (Nederländerna) - Stjärnornas man (Italien) - O Quatrilho (Brasilien) - Dust of Life (Algeriet) - Lust och fägring stor (Sverige) | - "Colors of the Wind" från Pocahontas – Musik av Alan Menken; Text av Stephen Schwartz - "Dead Man Walking" från Dead Man Walking – Musik och Text av Bruce Springsteen - "Have You Ever Really Loved a Woman?" från Don Juan DeMarco – Musik och Text av Michael Kamen, Bryan Adams och Robert John Lange - "Moonlight" från Sabrina – Musik av John Williams; Text av Alan Bergman och Marilyn Bergman - "You've Got a Friend In Me" från Toy Story – Musik och Text av Randy Newman |
| Bästa dokumentär | Bästa kortfilmsdokumentär |
| - Anne Frank Remembered – Jon Blair - Troublesome Creek: A Midwestern – Steven Ascher och Jeanne Jordan - The Battle Over Citizen Kane – Thomas Lennon och Michael Epstein - Small Wonders – Allan Miller och Walter Scheuer - Hank Aaron: Chasing the Dream – Michael Tollin och Fredric Golding | - One Survivor Remembers – Kary Antholis - Jim Dine: A Self-Portrait on the Walls – Nancy Dine och Richard Stilwell - The Living Sea – Greg MacGillivray och Alec Lorimore - Never Give Up: The 20th Century Odyssey of Herbert Zipper – Terry Sanders och Freida Lee Mock - The Shadow of Hate – Charles Guggenheim |
| Bästa kortfilm | Bästa animerade kortfilm |
| - Änkemannen och kärleken – Christine Lahti och Jana Sue Memel - Brooms – Luke Cresswell och Steve McNicholas - Duke of Groove – Griffin Dunne och Thom Colwell - Little Surprises – Jeff Goldblum och Tikki Goldberg - En sista resa – Dianne Houston och Joy Ryan                               | - Wallace & Gromit: Nära ögat – Nick Park - The Chicken from Outer Space – John Dilworth - The End – Chris Landreth och Robin Barger - Gagarin – Alexij Kharitidi - Hjärna på rymmen – Chris Bailey |
| Bästa filmmusik – drama | Bästa filmmusik – musikal eller komedi |
| - Il postino - postiljonen – Luis Bacalov - Apollo 13 – James Horner - Braveheart – James Horner - Nixon – John Williams - Förnuft och känsla – Patrick Doyle | - Pocahontas – Alan Menken och Stephen Schwartz - Presidenten och miss Wade – Marc Shaiman - Sabrina – John Williams - Toy Story – Randy Newman - Hjältar – Thomas Newman |
| Bästa ljudredigering | Bästa ljud |
| - Braveheart – Lon Bender och Per Hallberg - Batman Forever – John Leveque och Bruce Stambler - Rött hav – George Watters II | - Apollo 13 – Rick Dior, Steve Pederson, Scott Millan och David MacMillan - Batman Forever – Donald O. Mitchell, Frank A. Montaño, Michael Herbick och Petur Hliddal - Braveheart – Andy Nelson, Scott Millan, Anna Behlmer och Brian Simmons - Rött hav – Kevin O'Connell, Rick Kline, Gregory H. Watkins och William B. Kaplan - Waterworld – Steve Maslow, Gregg Landaker och Keith A. Wester                                                                                        |
| Bästa scenografi | Bästa foto |
| - Kungen & älskarinnan – Eugenio Zanetti - Apollo 13 – Michael Corenblith och Merideth Boswell - Babe – den modiga lilla grisen – Roger Ford och Kerrie Brown - Den lilla prinsessan – Bo Welch och Cheryl Carasik - Richard III – Tony Burrough                                                  | - Braveheart – John Toll - Batman Forever – Stephen Goldblatt - Den lilla prinsessan – Emmanuel Lubezki - Förnuft och känsla – Michael Coulter - Shanghai Triaden – Yue Lü |
| Bästa smink | Bästa kostym |
| - Braveheart – Peter Frampton, Paul Pattison och Lois Burwell - My Family – Ken Diaz och Mark Sanchez - I nöd och lust – Greg Cannom, Robert Laden och Colleen Callaghan | - Kungen & älskarinnan – James Acheson - Braveheart – Charles Knode - Richard III – Shuna Harwood - Förnuft och känsla – Jenny Beavan och John Bright - De 12 apornas armé – Julie Weiss |
| Bästa klippning | Bästa specialeffekter |
| - Apollo 13 – Mike Hill och Daniel P. Hanley - Babe – den modiga lilla grisen – Marcus D'Arcy och Jay Friedkin - Braveheart – Steven Rosenblum - Rött hav – Chris Lebenzon - Seven – Richard Francis-Bruce                                                                                        | - Babe – den modiga lilla grisen – Scott E. Anderson, Charles Gibson, Neal Scanlan och John Cox - Apollo 13 – Robert Legato, Michael Kanfer, Leslie Ekker och Matt Sweeney |

### Heders-Oscar
- Kirk Douglas
- Chuck Jones

### Special Achievement-Oscar
- John Lasseter för den första datoranimerade långfilmen Toy Story.

### Filmer med flera nomineringar
- 10 nomineringar: Braveheart
- 9 nomineringar: Apollo 13
- 7 nomineringar: Babe – den modiga lilla grisen och Förnuft och känsla
- 5 nomineringar: Il postino - postiljonen
- 4 nomineringar: Dead Man Walking, Farväl Las Vegas och Nixon
- 3 nomineringar: Batman Forever, Rött hav och Toy Story
- 2 nomineringar: De 12 apornas armé, De misstänkta, Den lilla prinsessan, Kungen & älskarinnan, Pocahontas, På tal om Afrodite, Richard III och Sabrina

### Filmer med flera vinster
- 5 vinster: Braveheart
- 2 vinster: Apollo 13, De misstänkta, Kungen & älskarinnan och Pocahontas

### Sveriges bidrag
Sverige skickade in Lust och fägring stor till galan som det svenska bidraget för priset i kategorin Bästa icke-engelskspråkiga film. Den blev nominerad men vann inte priset.